# Captorhinus
Captorhinus — вимерлий рід капторінідових рептилій, що жили в пермський період. Його останки відомі в Оклахомі, Техасі, Бразилії, Замбії.
Хоча існує кілька форм Captorhinus, є три основні види, які є найвідомішими. Згаданий раніше Captorhinus aguti є типовим видом Captorhinus, але є також достатня кількість матеріалу, зібраного про Captorhinus magnus і Captorhinus laticeps.
Найбільш помітною рисою Captorhinus є морда, що з’єднується з помітним вентральним кутом передщелепного відростка.

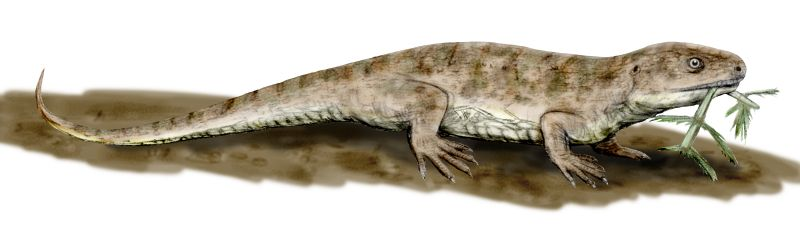
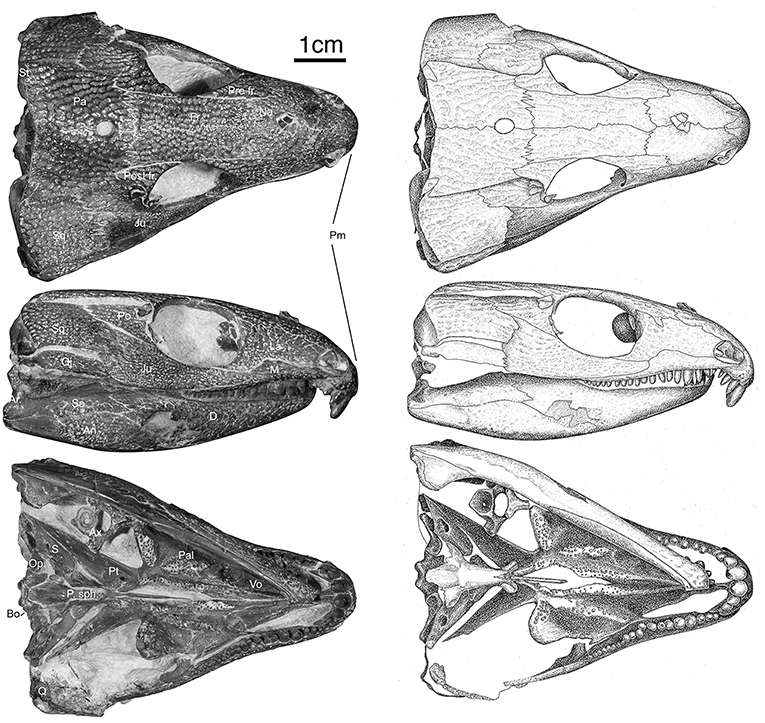